# Peter Maslo
Peter Maslo (* 2. února 1987, Trstená) je slovenský fotbalový obránce a bývalý mládežnický reprezentant, který působí od léta 2015 v klubu MFK Ružomberok.
Jeho bratrancem je fotbalista Ján Maslo.

## Klubová kariéra
S fotbalem začínal v Tvrdošíně. V letech 2002–2004 hrál v Dlhé nad Oravou a od roku 2004 do léta 2014 působil v MFK Ružomberok.
V červenci 2014 odešel jako volný hráč (po skončení smlouvy) do polského druholigového klubu Termalica Bruk-Bet Nieciecza. Trenér Termalice Piotr Mandrysz sháněl pravého krajního beka, přestup se zrealizoval bez problémů za iniciativy Michala Holeščáka z agentury HMP-Sport Management. Maslo podepsal roční smlouvu. V sezóně 2014/15 zažil historický postup klubu do Ekstraklasy (polské nejvyšší fotbalové ligy). V Ekstraklase si však nezahrál, neboť v červnu 2015 se vrátil do MFK Ružomberok a dohodl se zde na ročním kontraktu.

S Ružomberkem se představil v Evropské lize UEFA 2017/18.

## Reprezentační kariéra
Maslo oblékal reprezentační dres Slovenska v kategorii U21.